# 37. Sinfonie (Haydn)
Die Sinfonie C-Dur Hoboken-Verzeichnis I:37 komponierte Joseph Haydn um 1757/58. Entgegen der gebräuchlichen Nummerierung handelt es sich um eine der ersten Sinfonien Haydns.

## Allgemeines

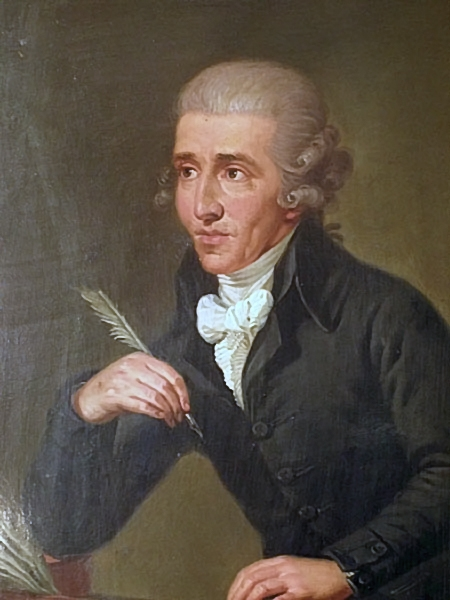
Joseph Haydn (Gemälde von Ludwig Guttenbrunn, um 1770)

Die Sinfonie Nr. 37 komponierte Haydn um 1757/58 und ist damit eine seiner frühesten Sinfonien. Im einstigen Archiv der Fürsten zu Schwarzenberg in Český Krumlov wurde eine Abschrift der Sinfonie gefunden, die mit „1758“ datiert ist. Haydn war zu dieser Zeit beim Grafen Morzin angestellt.
Die Sinfonie ist viersätzig (was damals noch kein Standard war), entgegen der sich später etablierenden Satzfolge steht das Menuett an zweiter Stelle (so auch bei den frühen Sinfonien „B“ und Nr. 32).
Nach Howard Chandler Robbins Landon zeichnen sich Haydns früheste C-Dur Sinfonien für „großes“ Orchester (Nr. 20, 32 und 37 mit teils nicht authentischen Trompeten und Pauken, siehe unten) durch eine eher unpersönliche Atmosphäre aus, die an die kalte Eleganz barocker österreichischer Klöster erinnere.

## Zur Musik
Besetzung:  zwei Oboen, zwei Hörner, zwei Violinen, Viola, Cello, Kontrabass. Zur Verstärkung der Bass-Stimme wurde damals auch ohne gesonderte Notierung ein Fagott eingesetzt. Über die Beteiligung eines Cembalo-Continuos in Haydns Sinfonien bestehen unterschiedliche Auffassungen.
In einer im Thurn- und Taxis-Archiv in Regensburg befindlichen Abschrift sind die Hörner durch Trompeten ersetzt, außerdem ist eine Paukenstimme hinzugefügt. Es ist aber nicht sicher, ob die Trompeten- und Paukenstimme von Haydn stammen. Die alte Breitkopf & Härtel-Gesamtausgabe, in der das Werk erstmals als Partitur gedruckt erschien, enthält keine Trompeten und Pauken. Die vom Joseph Haydn-Institut Köln herausgegebene Werkausgabe äußert Zweifel an der Originalität der Oboen-, Trompeten- und Paukenstimme.
Aufführungszeit:  ca. 15 Minuten (je nach Einhalten der vorgeschriebenen Wiederholungen)
Bei den hier benutzten Begriffen der Sonatensatzform ist zu berücksichtigen, dass dieses Schema in der ersten Hälfte des 19. Jahrhunderts entworfen wurde (siehe dort) und von daher nur mit Einschränkungen auf ein um 1757/58 komponiertes Werk übertragen werden kann. – Die hier vorgenommene Beschreibung und Gliederung der Sätze ist als Vorschlag zu verstehen. Je nach Standpunkt sind auch andere Abgrenzungen und Deutungen möglich.

### Erster Satz: Presto
C-Dur, 2/4-Takt, 168 Takte

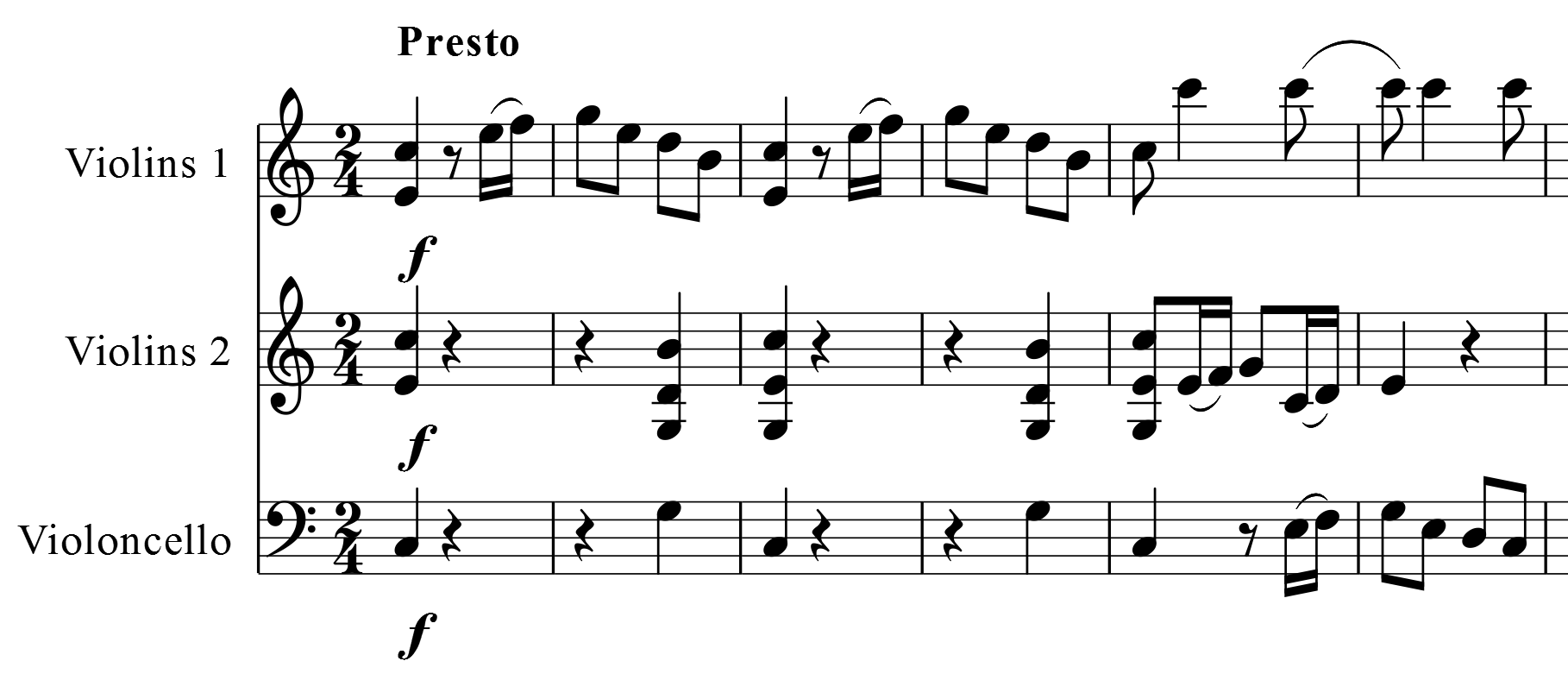
Beginn des Presto

Der formale Bau des Prestos ist aufgrund seines Aufbaus aus wenigen Motivbestandteilen für eine Sinfonie dieser Zeit „von bereits erstaunlicher Geschlossenheit“. Das erste Thema beginnt als einfache Tonika-Dominante-Tonika – Akkordfolge. Das rhythmische Motiv mit auftaktigen Sechzehnteln in der 1. Violine („Motiv 1“) ist für weiteren Satzaufbau prägend. In der zweiten Themenhälfte wird es versetzt von 2. Violine und Viola / Bass weitergeführt, während die 1. Violine in Synkopen begleitet. Der Satzanfang weist Ähnlichkeiten auf zu Georg Reutters Servizio di tavola. Die zum zweiten Thema leitende Passage ist von einer Unisono-Dreiklangsfanfare und einem auftaktigen Motiv aus fallendem Tonleiterfragment in gleichmäßigen Achteln („Motiv 2“) eingeleitet. Die Passage variiert dann den Rhythmus von Motiv 1 unter teilweise großen Intervallsprüngen, zwischengeschaltet sind rasante Sechzehntelläufe.
Das zweite Thema ab Takt 40 kontrastiert stark zum vorigen, lärmenden Geschehen: Es steht in g-Moll (Molldominante) und wird piano nur von den Streichern vorgetragen. Die ersten Themenhälfte besteht aus einer in ganztaktigen Noten aufsteigenden Linie, die zweite aus einer Variante von Motiv 2 mit forte-piano – Wechseln. Die Schlussgruppe bringt Motiv 1 im Dialog der Violinen sowie wiederum Motiv 1 in Viola / Bass unter Synkopenbegleitung der Violinen.
Die Durchführung ist mit 13 Takten kurz gehalten und verbleibt in der Dominante. Sie basiert auf einer sechstaktigen Phrase mit Elementen von Motiv 1 und Motiv 2. Die Phrase wird piano in Moll wiederholt. Die Kürze der Durchführung ist dadurch „ausgeglichen“, dass die Reprise (ab Takt 82) die Verarbeitung thematischen Materials fortsetzt: Den Abschnitt zwischen erstem und zweitem Thema hat Haydn gegenüber der Exposition stark verlängert. Der Abschnitt führt in verschiedene Tonarten und verarbeitet Motiv 1 und 2 (z. B. Abwärts-Sequenzierung von Motiv 2 ab Takt 118). Der Abschnitt ab dem zweiten Thema (nun in c-Moll) ist dann wieder wie die Exposition strukturiert. Beide Satzteile (Exposition sowie Durchführung und Reprise) werden wiederholt.

„Das eröffnende Presto ist bei aller Klarheit seiner Form ein phantastischer Mischmasch von entfernten, aber verwandten Motiven, deren Form und formale Funktion sich ständig ändert.“

### Zweiter Satz: Menuet
C-Dur, 3/4-Takt, mit Trio 50 Takte
Das einfache, höfische Menuett ist durch den Wechsel von Triolen und punktierten Rhythmen sowie von Passagen des Tutti und der Violinen allein gekennzeichnet.
Das Trio (c-Moll) mit barocken Zügen ist nur für Streicher im dreistimmigen Satz (1. Violine, 2. Violine sowie Viola mit Bass) und durchweg piano gehalten. Ähnlich wie im Presto, ist auch hier eine rhythmische Idee prägend: die  Gegenüberstellung von drei gebundenen Achteln und drei Staccato-Achteln. Die beiden Violinen imitieren mehrmals gegenseitig ihr Material.

### Dritter Satz: Andante
c-Moll, 2/4-Takt, 71 Takte
Das Andante steht wie das Trio in c-Moll, trägt ebenfalls barocke Züge und ist ebenso (und wie für Haydns frühe Sinfonien üblich) nur für Streicher gehalten. Der Satz ist zweistimmig strukturiert: In der Exposition sind anfangs beide Violinen stimmführend, in der Mitte mit der Viola, und in der Schlussgruppe übernimmt die 1. Violine die Stimmführung, während die übrigen Streicher begleiten.
Das auftaktige Hauptthema besteht aus zwei viertaktigen Hälften, der Themenkopf mit fallender Linie im punktierten Rhythmus. Ab Takt 9 spielen die Violinen den Themenkopf im Dialog und am Ende – als eine klopfende Tonrepetitionsbewegung in Sechzehnteln in den Violinen aufkommt – erscheint er auch in Viola und Bass. Die Tonrepetition läuft dann im Bass weiter, darüber spielen Violinen und Viola eine von Pausen unterbrochene Figur. Nach überraschender, aufsteigender Unisono-Geste im Forte folgt die Schlussgruppe in der Tonikaparallelen Es-Dur mit Triolen.
Die Durchführung fängt mit dem Themenkopf in Es-Dur in der 2. Violine an. Bereits nach einem Takt übernimmt die 1. Violine mit Material der Schlussgruppe die Stimmführung, während die übrigen Streicher die durchlaufende Tonrepetition in Sechzehnteln aufgreifen. Die Passage ab Takt 35 mit einem neuen Motiv ist durch starke forte-piano – Kontraste und Tonartenwechsel gekennzeichnet. Ab Takt 40 erscheint zweimal die Umkehrung des Kopfmotivs vom Hauptthema in Des-Dur. Die Unisono-Geste kündigt die Reprise an.
Die Reprise ab Takt 47 ist gegenüber der Exposition etwas verändert: Das Hauptthema geht nach seinem ersten Auftritt unmittelbar in die Dialogpassage über, und vor dem Abschnitt mit den klopfenden Tonrepetitionen steht noch ein Einschub mit den starken forte-piano-Kontrasten. Beide Satzteile (Exposition sowie Durchführung und Reprise) werden wiederholt.

### Vierter Satz: Presto
C-Dur, 3/8-Takt, 82 Takte
Wie für zeitgenössische Sinfonien üblich, ist das Presto ein schnelles und leichtgewichtiges „Kehraus“, das im Verhältnis zu Haydns Schlusssätzen anderer früher Sinfonien durch viele dynamische Kontraste (Wechsel von forte und piano) auffällt. Bereits am Satzbeginn (der mit seinem Akkordschlag und den unterbrechenden Pausen an den Beginn des Eröffnungs-Prestos erinnert) fallen diese Kontraste auf engem Raum zwischen dem Tutti (forte) und den Violinen (piano) auf. Nach einer „lärmenden“ Passage, die von einer signalartigen Zweinoten-Figur eingeleitet ist, folgt das kleine zweite Thema der Streicher (ab Takt 22) in der Dominanten G-Dur, wobei der stimmführenden 2. Violine (an die Violinenfigur aus Takt 3/4 erinnert) eine floskelartige Gegenstimme der 1. Violine gegenübergesetzt ist. Die Schlussgruppe enthält aufsteigende Triolengruppen.
Die kurze Durchführung variiert in zwei Phrasen Material der Überleitung, angekündigt jeweils von der Zweinoten-Signalfigur. Eine Variante des Materials vom zweiten Thema (bzw. der Violinenfigur vom Satzanfang) führt zur Reprise, die ähnlich der Exposition strukturiert ist. Beide Satzteile (Exposition sowie Durchführung und Reprise) werden wiederholt.